# Израиль на летних Олимпийских играх 1968
Израиль на летних Олимпийских играх 1968 года был представлен 31 спортсменом в 4 видах спорта. По количеству участников израильская сборная стала самой многочисленной за всю историю выступлений страны в Олимпийских играх. Ранее наибольшее количество спортсменов Израиль отправлял в 1952 году на Игры в Хельсинки (26). Во многом это стало возможным, благодаря тому, что на Игры впервые квалифицировалась национальная сборная по футболу. На церемонии открытия Игр право нести национальный флаг было доверено пловцу Гершону Шефе. По итогам соревнований сборная Израиля, принимавшая участие в своих пятых летних Олимпийских играх, вновь осталась без медалей.

## Состав сборной
Лёгкая атлетика
 Плавание
 Стрельба
 Футбол
1. Шрага Бар
2. Менахем Белло
3. Джорджо Борба
4. Сион Дагми
5. Ицхак Друкер
6. Давид Карако
7. Нахман Кастро
8. Хаим Левин
9. Шмуэль Малика-Аарон
10. Цви Розен
11. Шмуэль Розенталь
12. Рахамим Талби
13. Иешуа Файгенбаум
14. Ишахаяху Швагер
15. Гиора Шпигель
16. Мордехай Шпиглер
17. Ицхак Шум
18. Ицхак Энгландер
19. Роби Янг